# Свети Димитър (Гостивар)
Вижте пояснителната страница за други значения на Свети Димитър.
„Свети Димитър“ (на македонска литературна норма: „Свети Димитрија“) е българска възрожденска църква в град Гостивар, Северна Македония, част от Тетовско-Гостиварската епархия на Македонската православна църква – Охридска архиепископия.
Църквата е малък гробищен храм, построен вън от града в 1847 година, тъй като в самия град не е имало много българи. Била е седалище на Гостиварското архиерейско наместничество на Българската екзархия.
Според Асен Василиев църквата е дело на Дамян Андреев (1847 – 1921), но вероятно или той я е обновил или автор е някой друг представител на рода Рензови.
Храмът е изписан за първи път в 1867 година от известния дебърски майстор Дичо Зограф, който работи с тайфата си в Гостивар. През 1924 година камбаната е възстановена с помощта на средства, събрани от местните граждани. В 1976 година стенописите са реставрирани.

## Галерия
- Вътрешен вид на църквата „Свети Димитър"
- Изглед към апсидата
- Стар кръст от 1840 г. от двора на църквата
- Камбанарията на църквата